# اطلس (ویسکانسین)
اطلس (به انگلیسی: Atlas) یک منطقهٔ مسکونی در ایالات متحده آمریکا است که در Laketown واقع شده‌است. اطلس ۲۹۹٫۰۱ متر بالاتر از سطح دریا واقع شده‌است.